# Ребека Кантрел
Ребека Кантрел (на английски: Rebecca Cantrell) е американска сценаристка и писателка на бестселъри в жанра трилър и фентъзи. Писала е и под псевдонима Бека Блак (Bekka Black).

## Биография и творчество
Ребека Кантрел е родена през 1968 г. Талкенена, Аляска, САЩ. Запален читател, тя още от малка мечтае да се писателка. Отива в Германия по програма за обмен и живее в Берлин. Завършва гимназия „Джон Ф. Кенеди“ в Берлин. Учи немска филология и история в Свободния университет в Берлин и в университета „Георг Август“ в Гьотинген, и завършва творческо писане в университета „Карнеги Мелън“. В преследване на мечтата си да бъде писател тя напуска работа си, продава къщата си и отива в Хавай да пише.
Първият ѝ роман, „A Trace of Smoke“ (Следа от дим) от поредицата „Хана Вогел“, е публикуван през 2009 г. Главната героиня, криминалната репортерка Хана Вогел, разследва през 1931 г. смъртта на брат си Ернст, певец в нощен клуб. Разследванията ѝ разкриват политически интриги и сексуални скандали в най-висшите среди на нацистката партия, а тя трябва да опази не само собствения си живот, но и живота на петгодишния син на Ернст. Романът става бестселър и печели наградата „Макавити“ и Мемориалната награда „Брус Александър“ за исторически трилър.
През 2013 г. е публикуван трилърът ѝ в съавторство с писателя Джеймс Ролинс „Кървавото евангелие“ от поредицата „Орденът на Сангвинистите“. Земетресение в Масада убива стотици и разкрива гробница, заровена в сърцето на планината, която съдържа тялото на мумифицирано момиче. За изследване на откритието са изпратени сержант Джордан Стоун – военен съдебен експерт, отец Рун Корца – ватикански свещеник, и д-р Ерин Грейнджър – археолог. Саркофагът съдържа и тайно евангелие, за което се твърди, че е написано от ръката на Христос – Евангелието на кръвта. Но тайна секта от Ватикана брутално им пречи да открият истината. Романът става бестселър на „Ню Йорк Таймс“.
През 2013 г. започва нова серия с писателя Шон Блек, посветена на Джо Тесла, милионер, софтуерен гений, парализиран от агорафобия, който живее в тунелите в Ню Йорк.
В поредицата ѝ от 2015 г. в съавторство писателя Шон Блек, „Мистерията от Малибу“, главен герой е София Салгадо, бивша звезда на телевизионен сериал за деца, а сега е частен детектив в Лос Анджелис.
Сценариите ѝ „A Taste For Blood“ и „The Humanitarian“ са финалисти на филмовите фестивали „Shriekfest“ в Лос Анджелис през 2007 и 2008 г.
Ребека Кантрел живее с мъжа и сина си в Кайлуа-Кона, Хавай.

## Произведения

### Серия „Хана Вогел“ (Hannah Vogel)
1. A Trace of Smoke (2009)
2. A Night of Long Knives (2010)
3. A Game of Lies (2011)
4. A City of Broken Glass (2012)

- Cigarette Boy (2017) – разказ, предистория

### Серия „Орденът на Сангвинистите“ (Order of the Sanguines) – сДжеймс Ролинс
1. City of Screams (2012) – разказ
2. The Blood Gospel (2013)
Кървавото евангелие, изд.: ИК „Бард“, София (2013), прев. Венцислав Божилов
3. Blood Brothers (2013) – разказ
4. Innocent Blood (2013)
Невинна кръв, изд.: ИК „Бард“, София (2014), прев. Венцислав Божилов
5. Blood Infernal (2015)
Пъклена кръв, изд.: ИК „Бард“, София (2014), прев. Венцислав Божилов

### Серия „Джо Тесла“ (Joe Tesla)
1. The World Beneath (2013)
2. The Tesla Legacy (2015)
3. The Chemistry of Death (2015)
4. The Steel Shark (2017)

### Серия „Мистерията от Малибу“ (Malibu Mystery) – сШон Блек
1. 'A' is for Actress (2015)
2. 'B' is for Bad Girls (2015)
3. 'C' is for Coochy Coo (2016)
4. 'D' is for Drunk (2016)
5. 'E' is for Exposed (2017)

### Новели
- Coffee (2009) в „Missing“
- On the Train (2013)
- The Man in the Attic (2014)

### Като Бека Блак

#### Серия „Инфочудовища“ (iMonsters)
1. iDrakula (2010)
2. iFrankenstein (2012)